# Beren Tuna
Pour les articles homonymes, voir Tuna.
Beren Tuna, née le 7 juillet 1980 à Ostfildern en Allemagne, est une actrice et réalisatrice allemande. Elle est établie à Zurich.

## Biographie
Beren Tuna grandit en Turquie et en Allemagne. Après son passage au lycée et ses premières expériences au Theaterhaus de Stuttgart, elle obtient un diplôme de jeu d'acteur à l’Université de musique et de théâtre de Zurich (aujourd'hui : Université des arts de Zurich). Beren Tuna travaille au théâtre, au cinéma et à la télévision ainsi que dans des lectures et des présentations. Elle travaille également comme metteur en scène de théâtre depuis 2017.
Elle est membre fondatrice de la plateforme de production 1visible et du réseau d'actrices FemaleAct. Elle est également membre de la Swiss Film Academy depuis 2016.
Après des productions théâtrales en Suisse et en Allemagne, elle tient son premier rôle principal dans le film Köpek – Geschichten aus Istanbul du réalisateur Esen Işık. Pour le rôle de Hayat, elle reçoit le Prix du cinéma suisse de la meilleure actrice  en 2016. Beren Tuna a joué dans les courts métrages primés à plusieurs reprises Der Mandarinenbaum et Stilles Land Gutes Land. Les autres rôles dans les films sont Al-Shafaq – Wenn der Himmel sich spaltet (de) du réalisateur Esen Işık (2019) et Beyto (2020) réalisé par Gitta Gsell. Son premier rôle principal dans une production télévisée est celui d'Elena dans la série Seitentriebe.
Beren Tuna vit à Zurich avec son conjoint et ses deux enfants. Elle a les nationalités allemande et suisse.

## Filmographie partielle

### Cinéma
- 2007 : Die Dame Aoi (de) (court métrage)
- 2009 : Ich tanze mit mir (court métrage)
- 2015 : Köpek – Geschichten aus Istanbul (de) de Esen Işık
- 2017 : Der Mandarinenbaum (de) de Cengiz Akaygün (court métrage)
- 2018 : Stilles Land Gutes Land (de) de Johannes Bachmann (court métrage)
- 2019 : Al-Shafaq – Wenn der Himmel sich spaltet (de) de Esen Işık
- 2020 : Beyto (de) de Gitta Gsell

### Télévision
- 2019 : Seitentriebe (de) (Güzin Kar) de Güzin Kar (série télévisée, production SRF, 2e saison, épisodes 1 à 8, scénario de Güzin Kar) : Elena
- 2019 : Nr. 47 (de) de Chanelle Eidenbenz (Web-série, production SRF, second rôle, 3e saison)
- 2020 : In aller Freundschaft – Die jungen Ärzte (de) (série télévisée, épisode Deckung aufgeben) : Kaya Fidan

## Théâtre (sélection)

### Comédienne
- Cargo Sofia-Bâle, Rimini Protokoll. Théâtre de Bâle, Hebbel am Ufer Berlin, 2006.
- Innana - Euphrate Survival Song, 1Visible, mise en scène : Mirjam Neidhart, Theater Rigiblick Zurich, 2009[1]
- Tango Turc, Kerem Can. Réalisé par Lotte de Bière. Neuköllner Oper Berlin, 2010.
- L'Enlèvement au Sérail, Wolfgang Amadeus Mozart, mise en scène : Lydia Steier. Théâtre municipal de Berne, 2013[2]
- Protokolle Tilo Frey - colonial Walk, visite panoramique de la ville en théâtre expérimental, au Theaterhaus Gessnerallee Zurich, 2020[3]

### Mise en scène
- Unter einem Dach, pièce d'après le livre du même nom de Henning Sußebach et Amir Baitar, Even Theater Zurich, 2019 (mise en scène)[4].

## Distinctions
- 2016 : Prix du cinéma suisse de la Meilleure actrice pour Köpek – Geschichten aus Istanbul.
- 2019 : Be Epic London International Film Festival - Meilleure actrice pour Der Mandarinenbaum[5]
- 2020 : Nomination pour le Prix du cinéma suisse de la Meilleure actrice pour Al-Shafaq – Wenn der Himmel sich spaltet (de).